# Felip Albiol Ausach
Felip Albiol Ausach (Benicarló, 1832 - Reus, 1899) va ser un pintor i il·lustrador valencià.
Fill de Joan Baptista Albiol, pintor d'Ulldecona, va venir a Reus molt jove, i es casà amb una pubilla reusenca. Va ser professor de dibuix i ornamentació des del 1865, quan va obrir una acadèmia al carrer de la Concepció. S'oferia per pintar retrats a l'oli. Havia estudiat a la Reial Acadèmia de Belles Arts de Sant Carles, a València. Exposà a diverses sales d'exposicions reusenques i guanyà alguns premis de pintura, com el d'un certamen a l'Ateneu de Tarragona el 1883. Col·laborà entre 1876 i 1879 en diverses revistes satíriques reusenques com a il·lustrador, per exemple a Lo Campanar de Reus i La Guita. Va escriure alguns articles de tendència científica positivista a l'Eco del Centro de Lectura, el 1871. Amic d'Eduard Toda, el recolzà quan aquest volia encetar amb 15 anys la reconstrucció de Poblet. Pintà retrats de cos sencer d'Andreu de Bofarull, per l'Associació Catalanista, de Francesc Vilanova, de Felip Font, de Joan Prim i de Jacint Vergés.